# Karl Lettenström
Karl Petter Rasmus Lettenström, född 10 juli 1987 i Nyeds församling i Värmlands län, är en svensk pardansare, tävlande för DK Rocksulan i Karlstad, Värmland, som 2016, 2017, 2018 och 2019 vunnit Svenska mästerskapet i bugg tillsammans med danspartnern Elizabeth Lindström.